# Nazila Maroufian
 (novembre 2023).
La mise en forme du texte ne suit pas les recommandations de Wikipédia : il faut le « wikifier ».
Les points d'amélioration suivants sont les cas les plus fréquents. Le détail des points à revoir est peut-être précisé sur la page de discussion.
- Les titres sont pré-formatés par le logiciel. Ils ne sont ni en capitales, ni en gras.
- Le texte ne doit pas être écrit en capitales (les noms de famille non plus), ni en gras, ni en italique, ni en « petit »…
- Le gras n'est utilisé que pour surligner le titre de l'article dans l'introduction, une seule fois.
- L'italique est rarement utilisé : mots en langue étrangère, titres d'œuvres, noms de bateaux, etc.
- Les citations ne sont pas en italique mais en corps de texte normal. Elles sont entourées par des guillemets français : « et ».
- Les listes à puces sont à éviter, des paragraphes rédigés étant largement préférés. Les tableaux sont à réserver à la présentation de données structurées (résultats, etc.).
- Les appels de note de bas de page (petits chiffres en exposant, introduits par l'outil «  Source ») sont à placer entre la fin de phrase et le point final[comme ça].
- Les liens internes (vers d'autres articles de Wikipédia) sont à choisir avec parcimonie. Créez des liens vers des articles approfondissant le sujet. Les termes génériques sans rapport avec le sujet sont à éviter, ainsi que les répétitions de liens vers un même terme.
- Les liens externes sont à placer uniquement dans une section « Liens externes », à la fin de l'article. Ces liens sont à choisir avec parcimonie suivant les règles définies. Si un lien sert de source à l'article, son insertion dans le texte est à faire par les notes de bas de page.
- La présentation des références doit suivre les conventions bibliographiques. Il est recommandé d'utiliser les modèles {{Ouvrage}}, {{Chapitre}}, {{Article}}, {{Lien web}} et/ou {{Bibliographie}}. Le mode d'édition visuel peut mettre en forme automatiquement les références.
- Insérer une infobox (cadre d'informations à droite) n'est pas obligatoire pour parachever la mise en page.

Pour une aide détaillée, merci de consulter Aide:Wikification.
Si vous pensez que ces points ont été résolus, vous pouvez retirer ce bandeau et améliorer la mise en forme d'un autre article.
Nazila Maroufian (née le 20 mai 2000) est une militante pour les droits civils, prisonnière politique et journaliste iranienne qui travaille pour le média d'information Roydad 24,,,.
Nazila Maroufian a été arrêtée et libérée plusieurs fois depuis la mort de Mahsa Amini pour son implication dans les protestations. Détenue à la prison d'Evin depuis octobre 2022, elle a été libérée sous caution en janvier 2023 puis à nouveau arrêtée. Initialement, elle a été arrêtée pour avoir fait une interview avec le père de Mahsa Amini au sujet de la mort de sa fille.

## Jeunesse et éducation
Nazila Maroufian est née à Saqqez et elle habite à Téhéran. Elle est diplômée de l'Université Allameh Tabataba'i et reporter pour Event 24 et Mostaghel Online,.

## Journalisme et emprisonnement

### Première arrestation et emprisonnement
Nazila Maroufian a publié son interview avec Amjad Amini, le père de Mahsa Jina Amini, le 14 octobre 2022. Après ça, elle a rapporté qu'elle était menacée par les Forces armées iraniennes d'une arrestation. Elle a aussi tweeté :

« Finalement, j'ai publié l'interview avec le père de Mahsa Amini. Je voudrais remercier le média d'information de Mostaghel Online, pour publier cet entretien. Un autre point est que je n'ai ni l'intention de me suicider ni de maladie sous-jacente. En ce fil de discussion, j'écrirai les sujets importants de cet entretien. »(https://twitter.com/maroofian%20n le 2023-09-03)

 Dans l'interview, Amjad Amini a dit que le directeur médecin légiste lui a dit qu'il écrirait « tout ce qui est pour le bien du pays » à propos de la mort de sa fille,,.
Maroufian a été arrêtée le 30 octobre 2022, et été transférée au Centre de Détention 209 dans prison d'Evin,.
Le 5 janvier 2023, Maroufian a été victime d’un arrêt cardiaque et été emmenée à l'hôpital. Selon des comptes rendus, elle est retournée à la prison après quelques heures sans subir un traitement.
Le 28 janvier 2023, Maroufian a annoncé qu'elle été condamnée par la cour, présidée par le Juge Afshari, à deux ans d'emprisonnement, cinq ans de couvre-feu et une amende de 15 millions de tomans (€3.345,37),.

### Licenciement de travail
En mai 2023, Maroufian a annoncé qu'elle était licenciée de son lieu de travail pour avoir raconté la violence sexuelle commise par un agent spécial. Elle a écrit que de telles actions poussent à se suicider ou s'échapper mais qu'elle resterait en Iran dans toutes les situations.

### L'arrestation suivante
Le 8 juillet 2023, Maroufian été arrêtée encore pour braver la loi sur le hijab obligatoire d'Iran et été transférée à la prison d'Evin. Avant ça, la force opérationnelle du renseignement est entrée dans sa maison et a confisqué ses portables, a cherché sa maison, et lui a ordonné d'aller au bureau du procureur.
Après l'arrestation suivante de Maroufian, le Comité pour la protection des journalistes a publié une déclaration le 12 juillet 2023 qui a réprouvé son arrestation et a exigé sa liberation absolue.
Le 24 août 2023, elle été arrêtée pour la quatrième fois pour soutenir Mehdi Yarrahi, un camarade militant et musicien iranien,,.

## Sortie forcée d'Iran
Maroufian a dit qu'elle était victime d'une agression sexuelle pendant son arrestation dernière par les agents du gouvernement d'Iran qui l'a arrêté.
Elle est allée aussi d'Iran à Kurdistan irakien et de là vers la France car les agents du gouvernement d'Iran ont dit à sa mère qu'elle serait tuée.